# Litanie (nouvelle)
Pour l’article homonyme, voir Litanie.
Litanie (en russe : Kanitel) est une nouvelle d’Anton Tchekhov, parue en 1885.

## Historique
Litanie est initialement publiée dans la revue russe Les Éclats, no 17, du 27 avril 1885, signée A.Tchékhonté. Aussi traduit en français sous le titre Tracas ou sous celui de Anicroche.

## Résumé
Le sacristain Otloukavine fait avec une vieille femme la liste des gens que l’on va citer à l’office. Il y a la liste des requiem pour ceux qui sont morts et la liste des santés pour ceux à qui l’on souhaite une bonne santé.
Guérassime, mort au berceau, dans les requiem ; le soldat Zakhari, qui n’a pas donné signe de vie depuis trois ans, est-il vivant ou mort ? : on va l’inscrire dans les deux listes pour être sûr ; Féodossia, qui est malade, dans les requiem, mais n'est-ce pas aller un peu vite en besogne ? ; Advotia, dans les requiem? Non, elle est bien vivante ! ; on la met dans les santés.
Le sacristain a barbouillé sa liste, comprenne qui pourra.

## Édition française
- Litanie, traduit par Édouard Parayre, in Œuvres I, Paris, Éditions Gallimard, coll. « Bibliothèque de la Pléiade » no 197, 1968  (ISBN 978-2-07-0105-49-6).